# Mola alexandrini
Mola ramsayi, là một loài cá thuộc họ Molidae. Nó liên quan chặt chẽ đến Mola mola, và được tìm thấy tại Nam bán cầu.

## Mô tả
Mola ramsayi có một cái miệng tương đối nhỏ và răng của nó hợp nhất thành một cái mỏ vẹt. Nó có thể đạt chiều dài tới 3,3 mét (11 ft).

## Phân bố
Mola ramsayi được tìm thấy ở phía Tây Nam Thái Bình Dương, đặc biệt là xung quanh Úc và New Zealand và Đông Nam Thái Bình Dương xung quanh Chile. Phạm vi của nó cũng kéo dài đến khu vực Đông Nam Đại Tây Dương gần Nam Phi.